# Stazione di Quistello
Stazione di Quistello vasútállomás Olaszországban, Lombardia régióban, Quistello településen.

## Vasútvonalak
Az állomást az alábbi vasútvonalak érintik:
- Suzzara–Ferrara-vasútvonal

## Kapcsolódó állomások
A vasútállomáshoz az alábbi állomások vannak a legközelebb:
- Stazione di San Rocco Mantovano (Stazione di Ferrara, Suzzara–Ferrara-vasútvonal)
- Stazione di San Benedetto Po (Stazione di Suzzara, Suzzara–Ferrara-vasútvonal)